# Juan Bautista Trúpita
Juan Bautista Trúpita Jiménez Cisneros (Huércal-Overa, 13 de agosto de 1815 – Valdeolivas, 14 de junio de 1873) fue un hacendista y político español, diputado, senador, ministro de Hacienda y gobernador del Banco de España. 

## Biografía
Empleado de la Administración general, como director general de Contribuciones, en 1855 se quejó de la imposibilidad de realizar un catastro por la pobreza del erario público, que impedía destinar fondos a estos menesteres. Intervino en la elaboración de la Estadística administrativa de la Dirección General de Contribuciones de 1855. Fue diputado por Cuenca a partir de 1857 en varias legislaturas hasta ser nombrado senador vitalicio en 1864, año en el que desempeñó, entre el 17 de enero y el 1 de marzo, el cargo de ministro de Hacienda. Fue después gobernador del Banco de España desde julio de 1866 a octubre de 1868.